# 베일산맥버빗
베일산맥버빗 또는 베일산맥버빗원숭이(Chlorocebus djamdjamensis)는 구세계원숭이에 속하는 버빗원숭이속 원숭이의 일종이다. 영역과시형 동물로 에티오피아가 원산지이다. 원래는 그리벳원숭이(Chlorocebus aethiops)의 아종으로 기록되었다. 현재 버빗원숭이속(Chlorocebus)의 모든 종들은 예전에 긴꼬리원숭이속(Cercopithecus)으로 분류되었다.